# 鼠橋
鼠橋（ねずみばし）は、長野県埴科郡坂城町大字南条の千曲川に架かる橋長386 m（メートル）の坂城町道A05号線の桁橋。

## 概要
千曲川に架かる坂城町の橋の中で、最も上流側に架かっている。
- 形式 - 鋼4径間連続鈑桁橋2連
- 橋長 - 386.0 m
  - 支間割 - 2 × ( 4×48.0 m )
- 幅員
  - 総幅員 - 9.750 m
  - 有効幅員 - 8.750 m
  - 車道 - 6.75 m
  - 歩道 - 片側2.00 m
- 床版 - 鉄筋コンクリート
- 総鋼重 - 800 t
- 施工 - 宮地鐵工所[注釈 1]

## 歴史
江戸時代は鼠宿から篠ノ井矢代まで千曲川に橋はなく、すべて渡し船により往来された。現在の鼠橋のあたりには小網御林舟渡があった。当時はこの渡しより南側で千曲川左岸を通行することができなかったため、それより以南は上田まで渡しが存在しなかった。
1873年（明治6年）に舟橋が架橋された。その後、1894年（明治27年）7月に橋長95 m、幅員2.4 mの板橋が架橋される。
その後、1926年（大正15年）6月10日に幅員2.1 mの木塔・無補剛吊橋が完成し、1955年（昭和30年）には橋長225.50 m、幅員3.1 mの2径間鋼下路補剛トラス吊橋に架け替えられた。この吊橋は活荷重1.5 tの3等橋で基礎はケーソン3基、重力式1基、木脚9基であった。
この吊橋は1981年（昭和56年）8月22日から23日にかけての台風15号のため、通行不能となり、1982年（昭和57年）1月30日に災害復旧工事が起工し、1984年（昭和59年）6月30日に暫定開通した。新橋は7年後の1988年（昭和63年）7月19日に全面開通した。